# Символ турского ливра
Символ или знак турского ливра (₶) — типографский символ, который входит в группу «Символы валют» (англ. Currency Symbols) стандарта Юникод: оригинальное название — Livre tournois sign (англ.); код — U+20B6. Его основное назначение — представление турского ливра, исторической денежной единицы Франции.

## Начертание
Символ турского ливра представляет собой лигатуру двух строчных латинских букв «l» и «t», перечёркнутых в верхней части одной линией.

## Использование в качестве сокращения названий денежных единиц
Символ «₶» используется для представления исторической валюты Франции — турского ливра (фр. livre tournois). Широко использовался в XVII—XVIII веках.